# Saint George (Granada)
Saint George (en inglés: Saint George's) es la capital de Granada. En el año 1999 su población era de 7500, con un núcleo de población de 33 000 personas. Sus exportaciones principales son el cacao, la nuez moscada y el macis.
Saint George fue capital de la antigua colonia británica de las Islas de Barlovento.
Es una de las más bonitas ciudades caribeñas de estilo francés colonial, calles adoquinadas, iglesias, fortalezas. El Museo Nacional está en los que fueran los cuarteles del ejército francés. La ciudad está rodeada por una ladera del cráter de un antiguo volcán y está en una forma de puerto de herradura. La ciudad es la sede de la Universidad de St. George. Las principales exportaciones son el cacao y la nuez moscada.
En 2004, Saint George y el resto de Granada fueron severamente afectadas por el huracán Iván. El huracán dejó significativa destrucción en toda la isla y paralizó gran parte de la infraestructura de la isla. Se estima que alrededor del 90% de los hogares de las islas ha sufrido daños y los árboles de nuez moscada, que son fundamentales para la economía de Granada fueron devastados. Un año más tarde, con la ayuda de donantes internacionales en (Canadá, Estados Unidos, y la Unión Europea), Granada ha experimentado un importante giro en los esfuerzos de reconstrucción. Para el año 2007 como estaba previsto Granada ha participado en la celebración de la Copa Mundial de Críquet de 2007.

## Historia

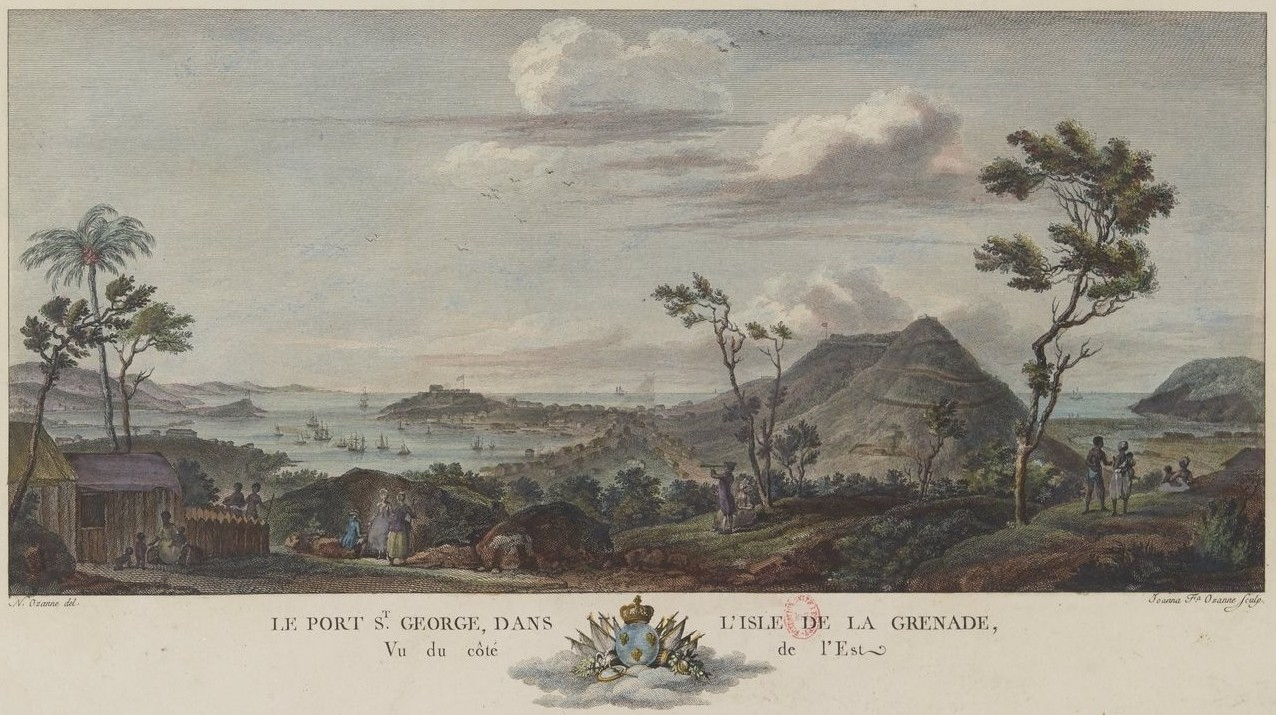
La isla de Granada y el puerto Saint-Georges en 1776.

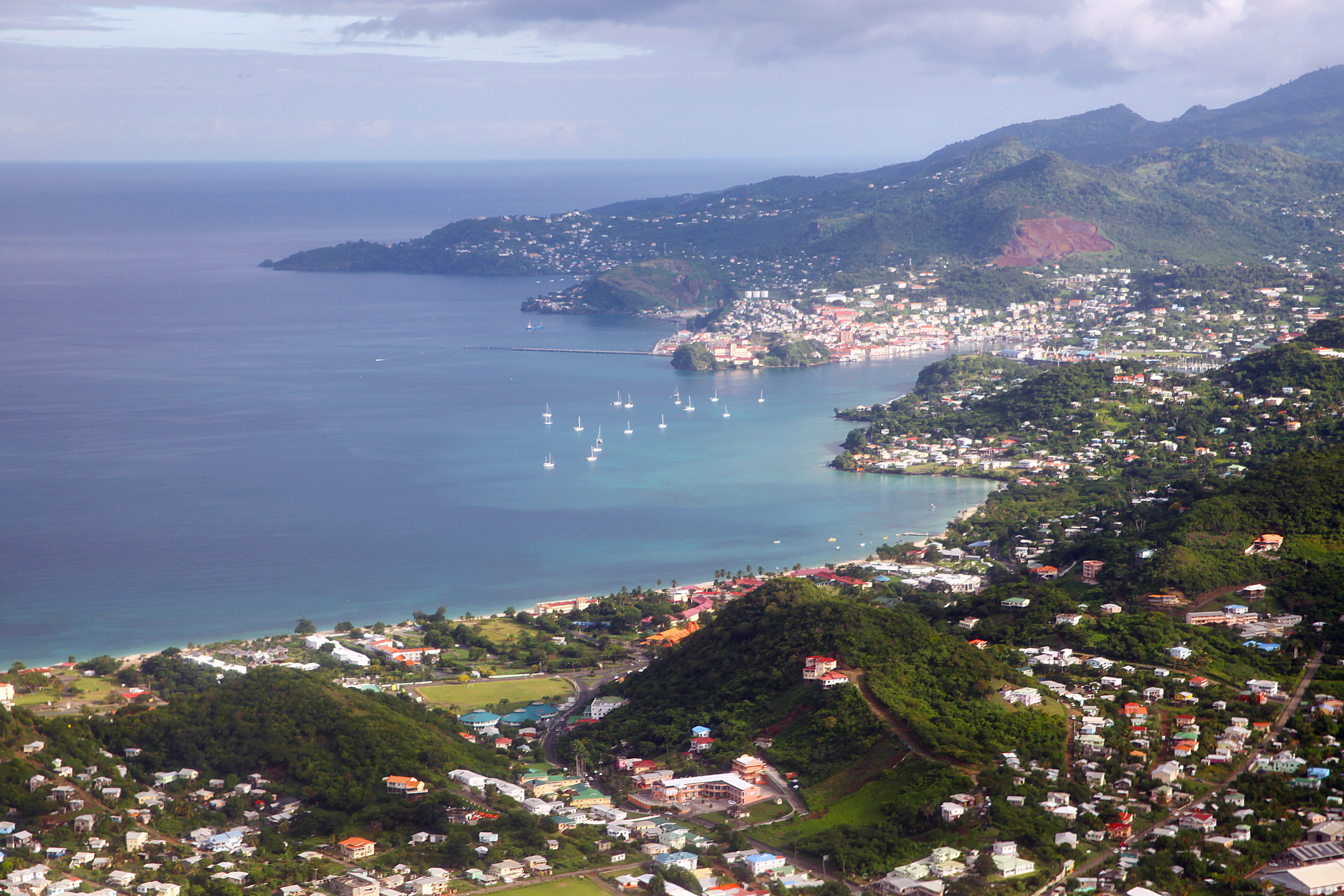
Una foto aérea de la capital St George's.

Saint George fue fundada por los franceses en 1650 cuando "La Grenade" (Granada) fue colonizada por Jacques Dyel du Parquet, gobernador de Martinica. Los franceses iniciaron su colonización con una serie de escaramuzas que prácticamente exterminaron a la población nativa caribeña de la isla.Esto se hace evidente por las muchas casas con techo rojo en la ciudad. La ciudad cambió de emplazamiento en el año 1705. En 1885 se convirtió en la capital de la colonia británica de las Islas de Barlovento y se mantuvo así hasta el año 1958. Tras la independencia de Granada en 1974 se convirtió en la capital del país.
En 1666, los colonos franceses construyeron una fortificación de madera en un promontorio que dominaba el puerto natural de Granada y la llamaron Fort Royale. En 1705, se iniciaron las obras de un nuevo fuerte de traza italiana en el mismo lugar, con cuatro bastiones construidos en piedra, según el diseño de Jean de Giou de Caylus, el ingeniero jefe de las "Islas de América" las Indias Occidentales francesas. Se completó en 1710.
Mientras tanto, el asentamiento colonial original en el borde oriental del puerto, llamado Saint Louis en honor al rey Luis IX de Francia, más tarde conocido como Port Louis, resultó estar sujeto a inundaciones y malaria, por lo que se construyó una nueva ciudad llamada Ville de Fort Royal ("Ciudad de Fort Royal"). Cuando la isla fue cedida a Gran Bretaña por el Tratado de París en 1763, la nueva administración la rebautizó con el nombre de Ciudad de San Jorge, en honor al patrón de Inglaterra y Fort Royal fue rebautizado como Fort George, en honor a Rey Jorge III. El 1 de noviembre de 1775 se produjo un incendio en la ciudad de San Jorge conocido como el gran incendio de San Jorge. Tras el gran incendio de 1771, la mayoría de las pensiones de la calle Granby fueron trasladadas a Gouyave.
Tras la retirada de Bridgetown, Barbados, a mediados de la década de 1880, St. George's pasó a convertirse en la capital de sustitución de la antigua colonia de las Islas de Barlovento Británicas.
El Tikal fue la primera tienda de arte de Granada y se inauguró en diciembre de 1959. Granada se independizó de Gran Bretaña en 1974. Tras un golpe de Estado izquierdista en 1983, la isla fue invadida por tropas de Estados Unidos y se instauró un gobierno proestadounidense. En 2004, St. George's y el resto de Granada se vieron gravemente afectados por el huracán Iván. El huracán dejó importantes destrozos en toda la isla y paralizó gran parte de sus infraestructuras. Se calcula que alrededor del 90% de las viviendas de la isla sufrieron daños y los árboles de nuez moscada, clave para la economía de Granada, quedaron devastados. Un año después, con la ayuda de donantes internacionales (Canadá, Estados Unidos, China, Venezuela, Trinidad y Tobago y la Unión Europea) Granada había experimentado un importante giro en los esfuerzos de reconstrucción. En 2007, Granada había participado, como estaba previsto, en la organización de la Copa Mundial de Críquet de 2007. Ahora St. George es uno de los 10 principales destinos de yates.

## Patrimonio
- Catedral católica se trata de un templo que funciona como la sede de la diócesis católica de Saint George (Dioecesis Sancti Georgii). El edificio se ubica en lo alto de una colina con vistas al puerto, y es uno de los símbolo más importantes de la ciudad. En el lugar donde se encuentra ahora existió anteriormente una pequeña capilla terminada en 1804 y dedicada a Santiago. La torre gótica de la catedral data de 1818.[4] La catedral se terminó completamente en 1884.[5]
- Iglesia anglicana construida en 1825.
- Wharf Road
- Fuerte George, construido por los franceses entre 1706 y 1710 como Fort Royale por el arquitecto militar francés General M. de Caillus, es hoy la sede de la Real Policía de Granada. En 1763 los ingleses le cambiaron el nombre a Fort George. Después de que los franceses asaltaron Fort William en 1779, dispararon contra Fort George desde allí y recuperaron la posesión de la isla, la instalación se expandió y expandió considerablemente. Se volaron grandes cámaras en las rocas que sobresalen 50 m del mar, que sirvieron como depósitos de polvo y de 400.000 litros de agua. Algunas partes del fuerte se pueden visitar los fines de semana y ofrecen una muy buena vista de los tejados de St. George. Después del golpe de 1979, pasó a llamarse Fort Rupert, en honor al padre de Maurice Bishop, pero desde entonces ha recuperado su nombre original.
- El hospital también está situado en la colina de Fort George. El edificio original estaba en el lado oeste. El nuevo edificio se trasladó al lado sur. Las partes más antiguas del edificio de la colina fueron construidas por los ingleses en 1778 como residencia del gobernador y como sala de reuniones de la Asamblea Legislativa, después de que se incendiaran en 1775. Hacia 1780, los ocupantes franceses construyeron edificios adicionales para los soldados del adyacente Fuerte George. Cuando las tropas británicas abandonaron esta base en 1854, se construyó el hospital colonial. En el año 2000 se comenzó con el nuevo edificio, que se extiende por toda la ladera sureste hasta el mar. La Villa Marina también se encuentra en el recinto del hospital. Se construyó después de 1790 como residencia de los oficiales de la Real Artillería. En 1804 se convirtió en una enfermería para oficiales, y en 1880 fue la residencia del comandante de la isla. Más tarde, el jefe de policía se trasladó a la casa, y hoy en día la utiliza el Ministerio de Sanidad como Departamento de Vivienda.
- Mercado de productos frescos de St. Georges.
- Famosa playa de Grande Anse, centros comerciales, hoteles.
- Pointe Salines (punto salina) Aeropuerto.
- Museo Nacional de Granada.
- Edificio del Parlamento, también conocido como Casa de York, casas de la Cámara de Representantes, el Senado y la Corte Suprema.
- Gobernador general de la residencia, las oficinas gubernamentales.
- Complejo Fort Frederick Fort

## Agricultura
Saint George, la capital de Granada, está en el corazón de las actividades agrícolas y comerciales del país, especialmente en lo que respecta al cacao y la nuez moscada. Estos dos productos han sido históricamente vitales para la economía de Granada, pero los desafíos recientes han afectado significativamente su cultivo y exportación. La producción anual de cacao y nuez moscada en Granada, aunque significativa, sigue siendo limitada en comparación con los mayores productores globales. En el caso de la nuez moscada, Granada produce alrededor de 1,000 toneladas anuales, lo que representa aproximadamente el 20% de la producción mundial, consolidándose como uno de los principales exportadores en este mercado específico. Por otro lado, la producción de cacao en Granada es más modesta, con alrededor de 400 toneladas anuales, una cifra pequeña si se compara con los grandes productores como Costa de Marfil o Ghana, que producen millones de toneladas. Esta producción limitada implica que la incidencia de Granada en el mercado global se centra en nichos específicos de alta calidad, como el cacao orgánico y la nuez moscada de calidad superior, los cuales pueden aprovechar precios más altos, pero también enfrentar riesgos derivados de fluctuaciones de mercado y barreras comerciales.

### Desafíos en la agricultura y el comercio del cacao
La agricultura del cacao en Granada enfrenta varios obstáculos, en particular la propuesta de la Unión Europea (UE) de reducir los niveles permisibles de cadmio en los productos de cacao. El cadmio, un metal pesado que ocurre de forma natural, puede acumularse en las plantas de cacao desde el suelo. La propuesta de la UE de reducir el contenido máximo permitido de cadmio a 0.6 partes por millón (ppm) representa una amenaza significativa para las exportaciones de cacao de Granada, ya que los estudios han mostrado que los granos de cacao de Granada contienen niveles de cadmio que varían entre 0.42 y 0.75 ppm. Esto significa que una parte considerable del cacao de Granada no cumple con los nuevos estándares de la UE, lo que podría dar lugar a restricciones comerciales y dificultades económicas para los agricultores locales.
La exportación anual de cacao representa aproximadamente 400 toneladas de cacao orgánico de alta calidad que tiene un valor aproximado de entre 1.2 a 2 millones de dólares. Este valor puede variar dependiendo de la demanda del mercado, especialmente porque el cacao orgánico y de comercio justo generalmente se comercializa a precios superiores. Si bien Granada no es un gran productor de cacao en términos absolutos, su énfasis en la calidad le permite captar una porción más alta de los precios internacionales, que pueden oscilar entre 3,000 y 5,000 dólares por tonelada dependiendo de la certificación y la demanda.

### Desafíos en la agricultura y el comercio de la nuez moscada
La nuez moscada, otro pilar del sector agrícola de Granada, también enfrenta desafíos relacionados con el comercio. Entre los principales problemas se encuentran el alto contenido de humedad, los niveles de aflatoxinas y la presencia de compuestos como safrol y misticina. Por ejemplo, las nueces moscadas exportadas a la UE deben tener un contenido de humedad ≤8% y a los EE. UU., ≤10%. Superar estos niveles puede llevar a rechazos y pérdidas económicas. Además, las aflatoxinas, producidas por hongos como Aspergillus flavus, son micotoxinas que pueden contaminar la nuez moscada, haciéndola no apta para el consumo y presentando riesgos para la salud.
La exportación de nuez moscada, con una producción anual de aproximadamente 1,000 toneladas, genera ingresos más sustanciales que el cacao debido a la mayor participación de Granada en el mercado global. El precio promedio de la nuez moscada varía, pero se encuentra entre 5,000 y 8,000 dólares por tonelada dependiendo de la calidad y el mercado. Esto significa que la exportación anual de nuez moscada de Granada podría representar ingresos de 5 a 8 millones de dólares anuales. La nuez moscada de Granada es reconocida por su alta calidad y se destina a mercados específicos en Europa, los Estados Unidos y otras regiones de alto poder adquisitivo, lo que le permite obtener precios competitivos en comparación con otros países productores.

### Contribución económica y empleo
La nuez moscada y el cacao son vitales para la economía de Granada, y estos cultivos contribuyen de manera significativa tanto a los medios de vida locales como a los ingresos nacionales. En particular, la nuez moscada es conocida como “la especia de Granada” y juega un papel destacado en las exportaciones del país, convirtiendo a Granada en el segundo mayor productor de nuez moscada a nivel mundial. Solo el sector de la nuez moscada emplea a miles de personas, desde pequeños agricultores hasta trabajadores en plantas de procesamiento. Se estima que casi 40,000 personas en Granada están empleadas directa o indirectamente en la industria de la nuez moscada, incluyendo a aquellos que trabajan en la agricultura, cosecha, procesamiento y exportación.
La agricultura del cacao también es un contribuyente clave a la economía, con áreas de la campiña de Granada dedicadas al cultivo de este producto, particularmente en regiones como St. Andrew y St. David. Aunque la agricultura del cacao no emplea a una fuerza laboral tan grande como la de la nuez moscada, sigue siendo una fuente crítica de ingresos para las comunidades rurales. En los últimos años, Granada ha estado enfocándose en la producción de cacao orgánico, un mercado especializado que ha crecido debido al aumento global del interés por productos premium y de comercio justo. Esto ha creado oportunidades de empleo no solo en la agricultura, sino también en el procesamiento y la exportación.
En términos de uso de la tierra agrícola, grandes porciones de las tierras cultivables de Granada están dedicadas a estos dos cultivos, siendo la industria de la nuez moscada la que domina el paisaje en áreas rurales específicas. El cultivo de estos productos no solo sustenta a la población local, sino que también fomenta una red vibrante de pequeños agricultores y organizaciones cooperativas. Sin embargo, la competencia con otros sectores agrícolas, la fragmentación de tierras y los desastres naturales han amenazado la sostenibilidad de estas industrias en los últimos años.

### Respuesta del gobierno
En respuesta a estos desafíos, el primer ministro Dickon Mitchell ha propuesto detener la exportación de nuez moscada cruda y chocolate. Esta medida tiene como objetivo abordar los problemas de control de calidad y mejorar el procesamiento de valor agregado de estos productos dentro de Granada. Sin embargo, esta decisión ha sido recibida con resistencia por parte de los agricultores y actores de la industria, quienes están preocupados por el impacto económico inmediato y la posible pérdida de los mercados de exportación establecidos.

### Análisis
La agricultura y el comercio del cacao y la nuez moscada en Saint George's, Granada, actualmente navegan por un panorama complejo de cambios regulatorios, desafíos en el control de calidad y presiones económicas. La nuez moscada y el cacao son indispensables para la economía de Granada, ya que sustentan miles de empleos y contribuyen a los ingresos por exportaciones del país. Si bien las iniciativas del gobierno buscan mejorar los estándares de los productos y la competitividad del mercado, el éxito de estas medidas dependerá de una colaboración eficaz entre los responsables políticos, los agricultores y los actores de la industria para garantizar la sostenibilidad y rentabilidad de la apreciada industria de las especias de Granada.